# Poesiegalerie
Poesiegalerie ist ein 2018 gegründetes österreichisches Online-Portal für aktuelle Lyrik, das unter anderem Autorenlesungen veranstaltet und die Begegnung von Lyrikern mit ihrem Publikum fördert. Es wird betrieben von Udo Kawasser, Monika Vasik und Peter Clar und versteht sich als Forum für zeitgenössische Poesie.
Nach Aussage des Initiators Udo Kawasser ermöglichen digitale Formate, Sichtbarkeit und Wirkung der Poesie in der Öffentlichkeit zu erneuern und spielen eine wesentliche Rolle in der Vernetzung der Künstler. Die Entscheidung der großen Verlage und Medien in den letzten Jahrzehnten, der Lyrik weniger Platz einzuräumen, habe zu einem Abwanderungsprozess der Lyrik in das Internet geführt. Die dadurch entstandenen Plattformen wie Signaturen Magazin, Lyrikkritik und Fixpoetry haben für das literarische Leben große Bedeutung erlangt. Allerdings habe es in Österreich aufgrund stärkerer staatlicher Förderung der Künstler noch keine vergleichbare Plattform gegeben.
Jährlich veranstaltet die Poesiegalerie ein gleichnamiges Lyrikfestival. Im Jahr 2021 bot es über 50 Lesungen bei freiem Eintritt. Es lasen u. a. Julian Schutting und Margret Kreidl. Darüber hinaus gab es Hommagen an Christian Loidl und Friederike Mayröcker, einen Schwerpunkt Kinderlyrik, bei dem u. a. Michael Hammerschmid las, und eine von Günter Vallaster kuratierte Ausstellung „Transmediale Poesiegalerie“.
Die zugehörige Verein „poesiegalerie. verein zur förderung der zeitgenössischen dichtkunst.“ wird gefördert von der Stadt Wien und dem Bundesministerium für Kunst, Kultur, öffentlichen Dienst und Sport.

## Preise
- 2020 Alfred-Kolleritsch-Würdigungspreis[1]
- 2021 Alexander-Sacher-Masoch-Preis[5]